# 로베르트 슈벤트케
로베르트 슈벤트케(독일어: Robert Schwentke, 1968년 ~ )은 독일의 영화 감독이다. 2002년 《타투》로 극영화 감독에 데뷔하였으며 2005년 조디 포스터와 함께 한 《플라이트플랜》으로 할리우드의 감독으로 인정받는다.
27세 때 의사의 오진으로 암 판정을 받은 적이 있다.

## 제작/감독 작품
- 타투(2002)
- 플라이트플랜(2005)
- 시간 여행자의 아내(2009)
- 레드(2010)
- R.I.P.D.: 알.아이.피.디.(2013)
- 인서전트(2015)
- 얼리전트(2016)
- 더 캡틴(2017)
- 스네이크 아이즈: 지 아이 조(2021)

## 같이 보기
- 독일 영화